# Tchelopetch (obchtina)
Tchelopetch (bulgare : Челопеч) est une obchtina de l'oblast de Sofia en Bulgarie.
À proximité se trouve la plus grande mine d'or de Bulgarie.